# Бженковиці-Дольні
Бженковиці-Дольні (пол. Brzękowice Dolne) — село в Польщі, у гміні Псари Бендзинського повіту Сілезького воєводства.